# Pseudosphegesthes
Pseudosphegesthes is een kevergeslacht uit de familie van de boktorren (Cerambycidae). De wetenschappelijke naam van het geslacht werd voor het eerst geldig gepubliceerd in 1912 door Reitter.

## Soorten
Pseudosphegesthes omvat de volgende soorten:
- Pseudosphegesthes bergeri Sláma, 1982
- Pseudosphegesthes brunnescens (Pic, 1897)
- Pseudosphegesthes cinerea (Castelnau & Gory, 1841)
- Pseudosphegesthes longitarsus Holzschuh, 1974
- Pseudosphegesthes samai Danilevsky, 2000